# Hamneda landskommun
Hamneda landskommun var en tidigare kommun i Kronobergs län.

## Administrativ historik
När 1862 års kommunalförordningar trädde i kraft inrättades i Sverige cirka 2 500 kommuner. Huvuddelen av dessa var landskommuner (baserade på den äldre sockenindelningen), vartill kom 89 städer och åtta köpingar. I Hamneda socken i Sunnerbo härad i Småland inrättades då denna kommun.
Vid kommunreformen 1952 bildade den storkommun genom sammanläggning med de tidigare kommunerna Kånna och Södra Ljunga.
År 1971 upplöstes den och dess område gick upp i Ljungby kommun.
Kommunkoden 1952–70 var 0729.

### Kyrklig tillhörighet
I kyrkligt hänseende tillhörde kommunen Hamneda församling. Den 1 januari 1952 tillkom Kånna församling och Södra Ljunga församling.

## Geografi
Hamneda landskommun omfattade den 1 januari 1952 en areal av 310,88 km², varav 291,86 km² land.

### Tätorter i kommunen 1960
I Hamneda landskommun fanns den 1 november 1960 ingen tätort. Tätortsgraden i kommunen var då alltså 0,0 procent.

## Politik

### Mandatfördelning i valen 1938–1966
| 3 | 7 | 10 |

| 20 |

| 3 | 17 |

| 20 |

| 2 | 3 | 11 | 4 |

| 20 |

| 7 | 18 | 4 | 6 |

| 35 |

| 10 | 14 | 3 | 8 |

| 35 |

| 9 | 16 | 2 | 8 |

| 34 |

| 8 | 16 | 3 | 8 |

| 35 |

| 6 | 18 | 4 | 7 |

| 32 |